# Unione Sportiva Gubbio 1948-1949
Questa voce raccoglie le informazioni riguardanti l'Unione Sportiva Gubbio nelle competizioni ufficiali della stagione 1948-1949.

## Rosa
| N. |                   | Ruolo | Calciatore            |
| -- | ----------------- | ----- | --------------------- |
|    | Italia (bandiera) | C     | Aigotti               |
|    | Italia (bandiera) | D     | Carlo Baccarini       |
|    | Italia (bandiera) | D     | Ballerini             |
|    | Italia (bandiera) | C     | Renato Barberini      |
|    | Italia (bandiera) | A     | N. Bettelli (I)       |
|    | Italia (bandiera) | C     | Bettelli (II)         |
|    | Italia (bandiera) | A     | Antonio Fimiani       |
|    | Italia (bandiera) | A     | Alessandro Fornasaris |

| N. |                   | Ruolo | Calciatore        |
| -- | ----------------- | ----- | ----------------- |
|    | Italia (bandiera) | A     | Amelio Gambini    |
|    | Italia (bandiera) | A     | Mari              |
|    | Italia (bandiera) | D     | Nafissi           |
|    | Italia (bandiera) | D     | G. Paolacci       |
|    | Italia (bandiera) | A     | G. Pascucci       |
|    | Italia (bandiera) | D     | G. Puzzo          |
|    | Italia (bandiera) | A     | A. Sannipoli      |
|    | Italia (bandiera) | P     | Guerino Siligardi |